# Crithagra totta
Il venturone bruno o venturone del Capo (Crithagra totta (Sparrman, 1786)) è un uccello passeriforme della famiglia Fringillidae.

## Etimologia
Il nome scientifico della specie, totta, è una contrazione di ottentotta, in riferimento al suo areale.

## Descrizione

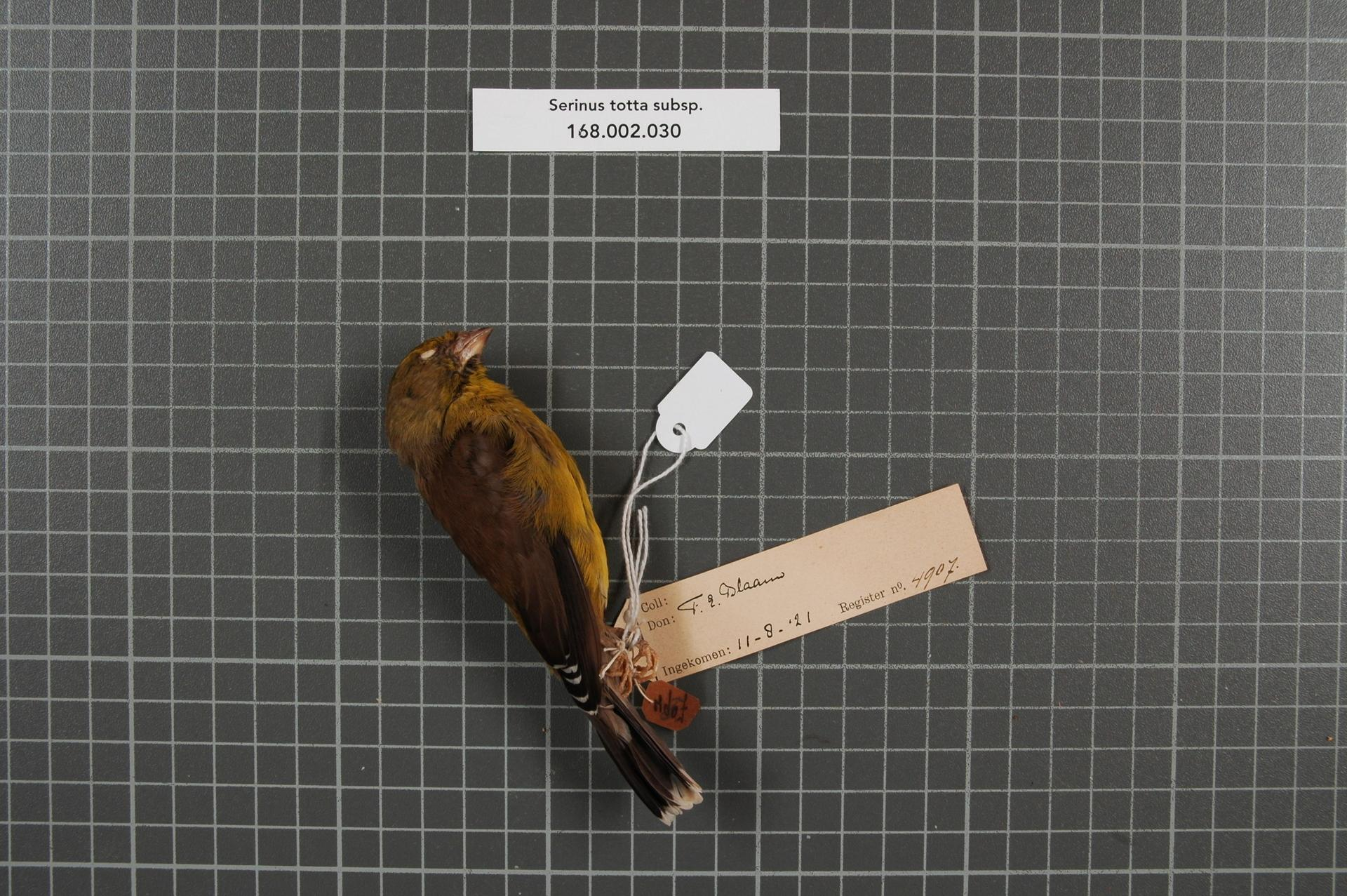
Maschio impagliato.

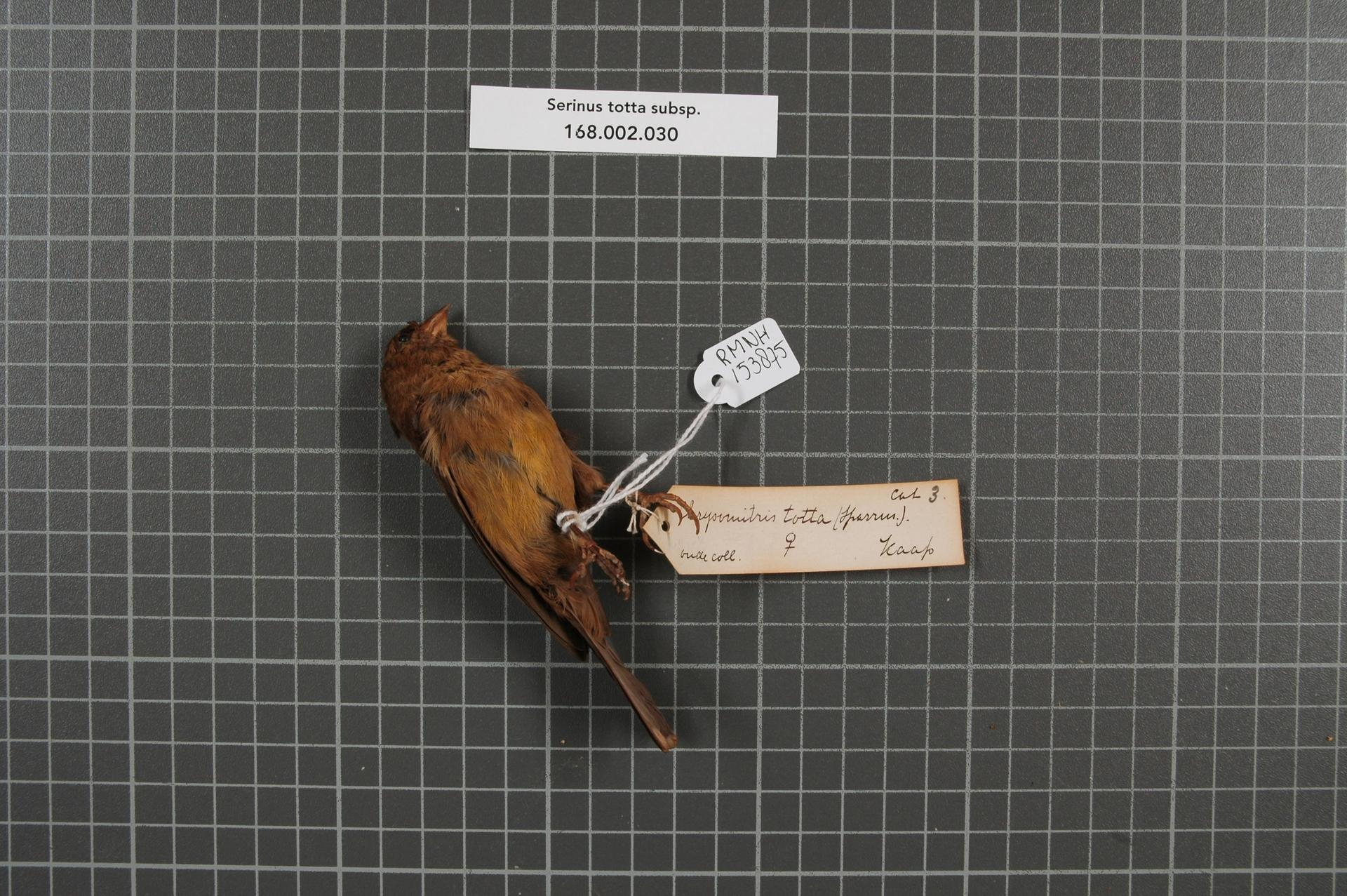
Femmina impagliata.

### Dimensioni
Misura 12–13 cm di lunghezza, e 10-20,3 grammi di peso.

### Aspetto
Si tratta di uccelletti dall'aspetto robusto, muniti di testa arrotondata, becco conico, ali appuntite e coda dalla punta lievemente forcuta.
Il piumaggio è di colore bruno sulla parte dorsale di testa (fronte, vertice, nuca, guance) e corpo, mentre tutta la parte ventrale (oltre al codione) è gialla, più chiara su sopracciglio e gola e tendente a sfumare nel grigio-biancastro sul sottocoda. Le remiganti sono nere con orlo distale bianco a formare dei disegni a mezzaluna, e dello stesso colore è la coda.

Il dimorfismo sessuale è piuttosto evidente, con le femmine provviste di estensione del giallo assai inferiore rispetto ai maschi, con petto e ventre di color cannella. In ambedue i sessi, il becco è di colore carnicino (con parte superiore tendente a scurirsi e ad assumere colorazione nerastra in particolar modo nella parte distale), le zampe sono anch'esse di color carnicino e gli occhi sono bruni.

## Biologia
Si tratta di uccelli diurni, piuttosto gregari, che tendono a passare la maggior parte della giornata cercando il cibo fra i cespugli o al suolo, muovendosi in coppie o in gruppetti.

### Alimentazione
La dieta di questi uccelli è perlopiù granivora: essi si nutrono infatti di semi di piante erbacee o arbustive, come le protee, ma non disdegnano di integrare la propria dieta anche con bacche, germogli e piccoli insetti, soprattutto durante il periodo riproduttivo.

### Riproduzione

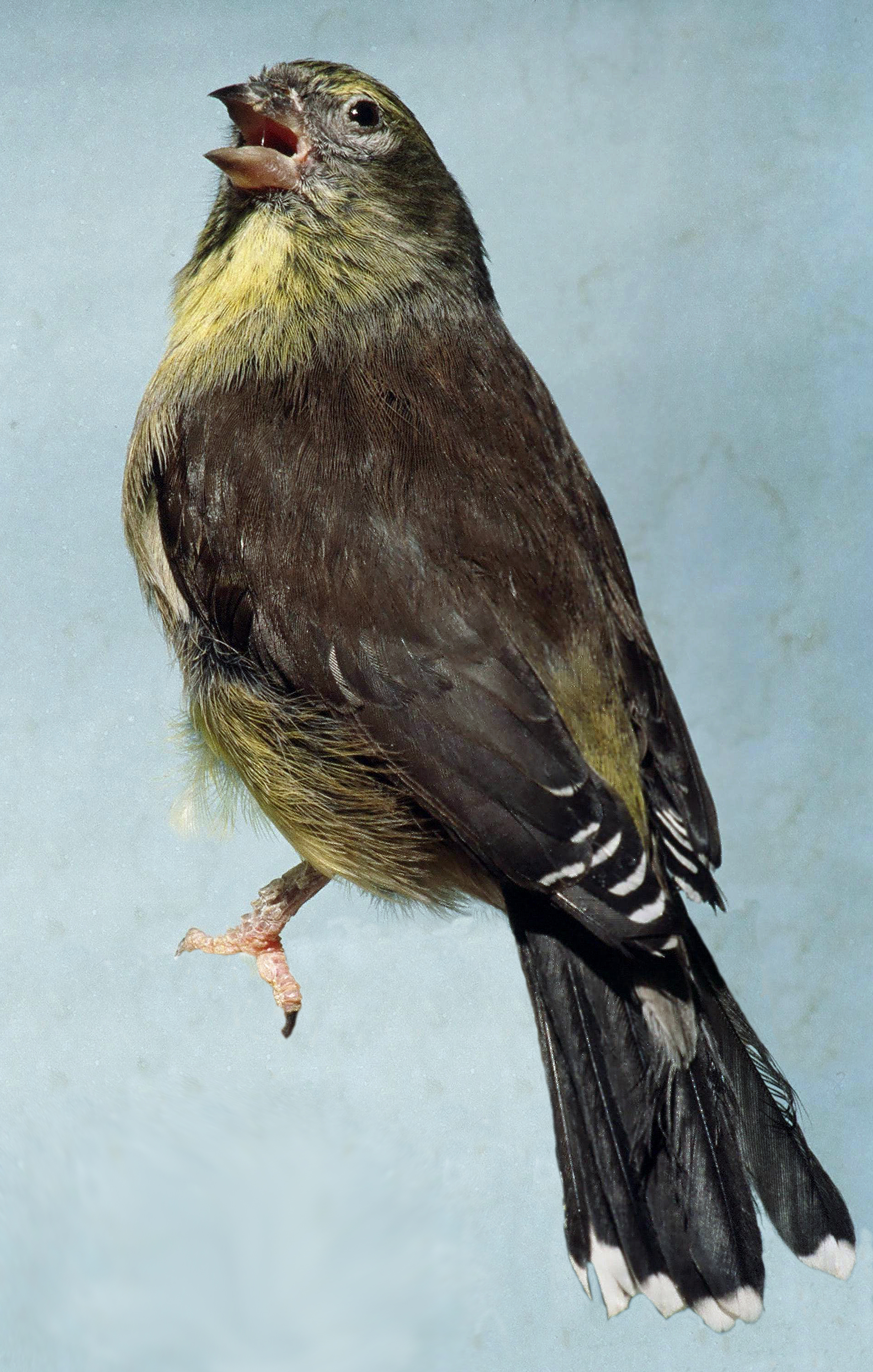
Maschio durante il canto.

La stagione degli amori di questi uccelli va da agosto a dicembre: i maschi cantano per attrarre le femmine, che vengono poi corteggiate seguendole con insistenza tenendo testa e coda erette, ali semiaperte e puntate verso il basso e penne arruffate.
Si tratta di uccelli monogami: la femmina si accolla l'onere di costruire il nido (una struttura a coppa fatta di fibre vegetali intrecciate e imbottita internamente di materiale più soffice, posizionata alla biforcazione di un ramo) e di covare le 3-5 uova, mentre il maschio la imbecca, fa la guardia al nido e collabora con essa nell'allevamento dei nidiacei, che schiudono dopo circa due settimane di cova, s'involano attorno alle tre settimane di vita e si rendono completamente indipendenti attorno al mese e mezzo di vita.

## Distribuzione e habitat
Il venturone bruno è endemico del Sudafrica, del quale abita la punta sud-occidentale, dalla porzione meridionale del Capo Orientale all'area costiera della porzione sud-occidentale del Capo settentrionale.
L'habitat di questi uccelli è rappresentato dalle aree rocciose submontane e di pianura, con presenza di aree cespugliose (fynbos) e alberi isolati.